# Mercat Municipal de Calella
El Mercat Municipal de Calella és un edifici del municipi de Calella (Maresme) que forma part de l'Inventari del Patrimoni Arquitectònic de Catalunya.

## Descripció
És un edifici construït l'any 1927, d'estil noucentista, per Jeroni Martorell i Terrats. D'una sola nau, l'edifici sembla reproduir les façanes barroques d'algunes masies de la zona, amb elements decoratius fets de terra cuita. De la mateixa manera, les finestres reprodueixen, en grans dimensions les cobertures de les golfes o cellers de les masies. El porxo de l'entrada dona a l'edifici el caràcter cívic d'espai comú que representa un mercat. Anteriorment, a 1927, el mercat se celebrava al mateix lloc, a la Plaça del Rei, a l'aire lliure.